# Nowodworzanka
Nowodworzanka – część miasta Nowego Dworu Mazowieckiego (SIMC 0921208), w województwie mazowieckim, w powiecie nowodworskim. Leży w południowej części Nowego Dworu, na południe od głównej linii kolejowej i stacji PKP. Od zachodu graniczy z Kępą Nowodworską.